# 119 (số)
119 (một trăm mười chín) là một số tự nhiên ngay sau 118 và ngay trước 120.